# Creature (film, 2011)
Pour plus de détails, voir Fiche technique et Distribution.
Creature est un film d'horreur américain réalisé par Fred Andrews, sorti en 2011.

## Synopsis
D'après la légende, les marais de Louisiane cacheraient une créature monstrueuse mi-humaine, mi-reptilienne. Un groupe de jeunes en balade n'accorde que peu d'intérêt à cette histoire... à tort,.

## Distribution
- Mehcad Brooks : Niles
- Serinda Swan : Emily
- Dillon Casey : Oscar
- Lauren Schneider : Karen
- Aaron Hill : Randy Parker
- Amanda Fuller : Beth
- Wayne Père : Bud
- David Jensen : Jimmy
- Pruitt Taylor Vince : Grover
- Daniel Bernhardt : Grimley Boutine
- Rebekah Kennedy : Caroline Boutine
- Sid Haig : Chopper
- Jennifer Lynn Warren : Ophelia
- Lance E. Nichols : le vieil homme
- D'Arcy Allen : un villageois
- Ilya Krueger : un villageois
- Christine Craft Regusa : la mariée morte
- Mark Rayner
- James Lesley Taylor

## Autour du film
Bien que ce soit un film d'horreur, le film contient une scène érotique saphique entre Lauren Schneider et Amanda Fuller lors d'une soirée sous tente.